# Open 3D Engine
Open 3D Engine是一个开源3D游戏引擎，由Linux基金會旗下的开放3D基金会开发，使用Apache 2.0开源协议分发。该引擎的初始版本基于Amazon Games的Amazon Lumberyard引擎开发，并且是Amazon Lumberyard的后继者。（Amazon Lumberyard本身是基于Crytek的CryEngine 3，不过并非后继者）
Open 3D Engine由开源社区维护，其中包括来自合作伙伴公司的开发者和学术界。开放3D基金会的高级合作伙伴有：AWS、Epic Games、华为和OPPO。